# Eugen Dollmann
Eugen Dollmann (Ratisbona, 8 agosto 1900 – Monaco di Baviera, 17 maggio 1985) è stato un militare, diplomatico e agente segreto tedesco.
Laureato in filosofia all'Università di Monaco, ottimo conoscitore della lingua italiana, colonnello delle SS, fu interprete di Hitler e dei più importanti personaggi tedeschi ed italiani dal 1933 al 1945. Fu «capo dei servizi segreti nazisti in Italia, poi informatore del servizio americano OSS e dopo la guerra agente della CIA».
Non si hanno notizie né come, né dove sia morto. Probabilmente è deceduto per cause naturali a Monaco di Baviera ed è ignoto il cimitero dove è stato sepolto senza nome secondo la sua volontà.

## Biografia

### L'amicizia con Himmler
Figlio di Stefan Dollmann e di Paula Schummerer, si laureò in filosofia nel 1926 alla Ludwig-Maximilians-Universität di Monaco di Baviera. 
Dal 1927 al 1930 Dollmann studiò a Roma per completare la sua formazione di cultore di storia e di arte italiana, in particolare interessato alla storia dei Farnese, e del cardinale Alessandro e della storia dell'arte italiana.
Andò ad abitare in Piazza di Spagna e, poiché gli capitava di fare l'interprete per qualche suo connazionale, fu in questa funzione che incontrò Heinrich Himmler, che vide le potenzialità di quel raffinato tedesco, ben introdotto nei salotti romani, che allora facevano a gara nel ricevere i nazisti più importanti e influenti a Roma, come il generale Karl Wolff, noto per le sue frequentazioni mondane.

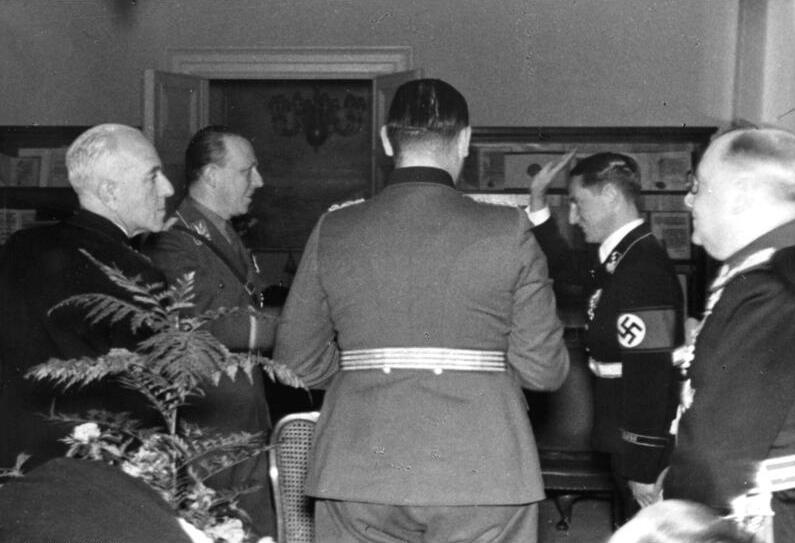
Dollmann (il secondo da destra, con la svastica) saluta il capo della polizia di Berlino Wolf-Heinrich von Helldorf, durante un vertice tra i dirigenti di polizia tedeschi e italiani (Berlino, 1936). A destra il capo della polizia italiana Arturo Bocchini.

Dollmann non era un millantatore, ma aveva autentiche amicizie personali tra la nobiltà romana e in particolare con alti prelati in Vaticano, legami che ne facevano un personaggio molto utile per l'intelligence tedesca.
Nel 1934 la madre di Dollmann morì e lui divenne corrispondente per l'Italia del giornale Münchner Neueste Nachrichten. 
Nel 1935 diventò Capo dell'Ufficio Stampa dell'NSDAP/AO (Nationalsozialistische Deutsche Arbeiterpartei - Auslands-Organisation = Partito Nazionalsocialista Tedesco dei Lavoratori - Organizzazione per l'Estero) in Italia, col n° di iscrizione al partito nazista 3.402.541.
Nel novembre 1937 ebbe i gradi di SS-Obersturmbannführer (Tenente colonnello).
Dal 4 all'8 dicembre 1937 Dollmann accompagnò Heinrich Himmler in Libia.
Nel 1938 Dollmann conobbe Eva Braun a Firenze.
Anche Adolf Hitler si servì di Dollmann come interprete, poiché, come si diceva in un pettegolezzo, gliene aveva parlato bene Eva Braun, che l'aveva conosciuto a Firenze e ne era rimasta affascinata. Fatto sta che Hitler, nel 1938, lo nominò, «...per [la] simpatia», come racconta lo stesso Dollmann, che gli mostrava Heinrich Himmler, SS-Standartenführer, "colonnello onorario" delle SS, lui che non aveva prestato servizio militare.
Da quella data, a ogni incontro tra Adolf Hitler e Benito Mussolini, partecipò l'interprete Dollmann, che privatamente metteva ironicamente in risalto la supponenza del Duce di conoscere bene il tedesco.

### Dollmann a Roma
Tra il 1938 e il 1944 Dollmann divenne un punto di riferimento per i rapporti tra i tedeschi in Roma e i dirigenti fascisti. Egli era di casa all'ambasciata di Eberhard von Mackensen e di Rudolf Rahn, presso la sede del Comando Supremo di Albert Kesselring e nella villa gardesana di Karl Wolff. Si trovano tracce di queste sue discrete amicizie nei diari (19 maggio del 1942) di Ciano, che lo chiama erroneamente "capitano".
L'affascinante colonnello nella sua divisa nera era amico di Costanzo Ciano, del capo della polizia italiana Arturo Bocchini, della principessa Isabella Colonna, di Guido Buffarini Guidi, e con lui si sfogava Donna Rachele sulle malefatte del genero Galeazzo Ciano.
La notorietà di Dollmann si estese al grosso pubblico, quando si seppe che era stato lui ad ideare il piano Operazione Quercia di Otto Skorzeny per far fuggire Mussolini dal Gran Sasso e a far rifugiare in Germania la famiglia Ciano.

### Le Fosse Ardeatine: due versioni
L'inconveniente che gli procurò grosse difficoltà nel dopoguerra fu la sua presenza nei momenti successivi dell'attentato di via Rasella, fatto per il quale fu accusato dagli antifascisti di essere stato il principale autore dell'eccidio delle Fosse Ardeatine.
Il colonnello delle SS racconta che Hitler «...pareva impazzito, voleva che venisse distrutto un intero quartiere di Roma con tutti i suoi abitanti e che per ogni soldato tedesco morto si fucilassero trenta o cinquanta ostaggi italiani.» I militari tedeschi erano d'accordo che vi dovesse essere una dura punizione per l'attentato, ma non concordavano sulle proporzioni di questa reazione, che avrebbe potuto innescare conseguenze negative per il Reich.
Fu Dollmann che, seguendo questa linea morbida, chiese, nel pomeriggio del 23 marzo 1944, l'intervento di padre Pancrazio Pfeiffer; questi era l'intermediario di papa Pio XII con i tedeschi e compagno di scuola del generale Kurt Mälzer, comandante della Wehrmacht nella capitale, detto "il Re di Roma". Il generale, anche lui presente in via Rasella, urlava che «...si sarebbero dovuti fucilare sul posto individui arrestati nelle vicinanze e far saltare, con tutti i suoi abitanti, il blocco di immobili davanti al quale era avvenuto l'attentato».
Pio XII (e - così come scrive lo storico Roberto Gremmo  - anche Filiberto Sbardella, comandante della brigata partigiana Bandiera Rossa) si mise in contatto con l'ambasciata tedesca per capire quali fossero le reali intenzioni tedesche, ma ricevette solo risposte molto evasive. Dollmann, quindi, non fu più in grado di modificare gli eventi, che si conclusero, nel giro di meno di ventiquattro ore, con l'eccidio.
La versione dei fatti di Dollmann è contraddetta dallo storico Richard Breitman, che basandosi sui documenti declassificati degli Archivi nazionali, accusa Dollmann di essere stato complice sia della deportazione degli ebrei del ghetto romano sia della strage delle Fosse Ardeatine.

### Dollmann mediatore
Secondo il giornalista Paolo Mieli, invece Dollmann non ebbe a che fare con gli episodi di cui lo si accusa, ma anzi egli si adoperò perché si evitassero il più possibile atti di forza cruenti.
Fu lui ad aiutare a fuggire Virginia Agnelli, imprigionata nella villa di San Gregorio al Celio, e, proprio con la mediazione di questa, nel maggio del '44, riuscì a organizzare un incontro segreto tra il generale delle SS Karl Wolff e papa Pio XII, per trattare l'evacuazione pacifica dei tedeschi dalla capitale.
Dopo l'arrivo degli statunitensi a Roma (giugno 1944), Dollmann si trasferì a nord, nella Repubblica di Salò.
Anche qui, Dollmann mise in atto le sue capacità d'intessere accordi segreti, usando la mediazione del cardinale Schuster e in seguito trattando direttamente con l'intelligence alleata, con la quale organizzò, nel marzo del 1945 a Lugano, la resa tedesca.

### Spia internazionale
Internato alla fine della guerra, fu protetto da una branca dei servizi segreti italiani e dall'arcivescovo di Milano, cardinale Ildefonso Schuster, «... che volevano rivendicare tramite suo il merito della resa tedesca», che lo nascosero in un manicomio.
Tornato a Roma nel 1946, fu riconosciuto in un cinema ed arrestato, ma gli statunitensi lo fecero subito liberare e un loro agente, James Angleton, lo fece trasferire in Svizzera. Nelle sue memorie, pubblicate nel 1949, si disse «... convinto che dal 1938 al '45 non aspirai che a far del bene, sempre lusingandomi di avere evitato il male».
Visse in Svizzera sotto falsa identità come agente dello spionaggio fino al 1952, quando ne fu espulso per un presunto rapporto omosessuale con un funzionario svizzero.
Passò quindi dall'Italia, dov'era tornato, in Spagna con l'aiuto di un certo padre Parini. Nei Paesi Baschi, a Donostia–San Sebastián, visse protetto da Otto Skorzeny, il liberatore di Mussolini dal Gran Sasso, lavorando in un'impresa nel commercio di armi.

### Il ritiro
Secondo gli Archivi statunitensi, il colonnello Eugen Dollmann, nel 1952 ebbe, dai servizi segreti italiani, un passaporto falso con cui poté ritornare in Germania per alterare i processi di denazificazione che si stavano tenendo in quel periodo.
Scoperto nella sua vera identità, Dollmann confessò che il falso documento gli era stato fornito da un certo "Rocchi" identificato successivamente con Carlo Rocchi, capo della CIA a Milano.
Fu arrestato in Germania e imprigionato per un mese per falsificazione di documenti.
Uscito di prigione, si ritirò ad abitare nella pensione Das Blaue Haus, alle spalle del Münchner Kammerspiele, a Monaco, dove passò gli ultimi trent'anni della sua vita.
Si manteneva con un lavoro di traduttore dall'italiano al tedesco. Si deve a lui la traduzione in tedesco della sceneggiatura del film La dolce vita di Federico Fellini.
Morì il 17 maggio del 1985. L'unico documento che prova il suo decesso è un biglietto fatto arrivare, tramite il suo esecutore testamentario, allo storico italiano Gianfranco Bianchi, con la data di nascita e di morte e alcuni versi di Francesco Petrarca:
Morendo eterni, e ne l'interno lume,

Quando mostrai de chiuder, gli occhi apersi.»
(Francesco Petrarca, Canzoniere, CCLXXIX, 12-14)

## Testimonianze Video
- È presente un suo intervento-intervista, all'interno del documentario Sandro Pertini e la liberazione di Milano del 1977

## Opere in italiano
- Roma nazista, traduzione di Italo Zingarelli, Milano, Longanesi, 1949. - Collana Piccola biblioteca, Longanesi, 1951. 
  -  Roma nazista. 1937-1943. Un protagonista della storia racconta, prefazione di Silvio Bertoldi, Collana Superbur, Milano, BUR, 2002.
  -  Roma nazista. Le «brutali amicizie» nelle memorie di un testimone e protagonista, Merone (Como), Manzoni Editore, 2019, ISBN 978-88-944-5940-1.
- L'eroe della paura, traduzione di Adriana Usiglio, Milano, Longanesi, 1955.
- Hitler e le donne, traduzione di Giancarlo Ugolini, Roma, Edizioni del Borghese, 1960.
- Un libero schiavo, traduzione di Giuseppe Dall'Ongaro, Bologna, Cappelli, 1968.
- L'estate calda del 1943, Collana Il salotto di Clio, Firenze, Le Lettere, 2012, ISBN 978-88-608-7369-9.